# 8869 Olausgutho
8869 Olausgutho (1992 EE11) là một tiểu hành tinh vành đai chính.